# Julián Joseph Encina y Martínez
Julián Joseph Encina y Martínez, (Albacete, 9 de enero de 1747– Albacete, 1817) fue un jurista español del siglo XVIII y de principios del siglo XIX y regidor perpetuo de la villa de Albacete.

## Biografía
Estudió leyes, ejerció la abogacía y en 1788 fue designado Síndico Personero y Diputado del Común en el ayuntamiento de Albacete.

### Título de Regidor[1]
A partir de 1805 fue Regidor Perpetuo, en el ayuntamiento de la villa de Albacete:
- "Volviendo a los regidores, en estos primeros años, pronto comienza la llegada de nuevos personajes. En el 1805 se presentan dos nuevos títulos de regidor. El primero de manos de don Julián José de la Encina, que recibía el que había ejercido don Gil Fernández Benítez y que había llegado a él, tras diversos traspasos y problemas."
- "Por tanto por la presente mi voluntad es que ahora y de aquí adelante vos el mencionado d. Julián José de la Encina seáis mi regidor de la citada villa de Albacete en lugar de D. Gil Benítez Cortes, y que tengáis este oficio como bienes del vínculo que poseéis fundado por Alonso Vicempérez..."
- "Tras la toma de posesión de su cargo, su participación sería una de las más activas de este siglo, siendo durante gran parte de 1816 y principios de 1817 el único regidor perpetuo que asistía a las reuniones. Todo ello hasta su muerte en ese último año, que provocó cambios en el ayuntamiento.[2] "
- "También en 1805 se presentaba otro título en manos de Alonso de Bustamante, sobrino de Antonio Bustamante, también regidor, y que Julián José de la Encina había comprado por mil trescientos treinta y tres reales a José Ortiz, el 15 de agosto de 1786. Este título había sido perpetuado a Cristóbal de Alfaro en el año 1645, y después cedido a Alonso."
- "Tras su fallecimiento no se habían podido encontrar a sus herederos; su hijo y heredero José Encina se hallaba ejerciendo como corregidor en las villas de Tolox y Monda en la provincia de Málaga[3]."
- "Gracias a la posición de este personaje en la cúspide del poder político sirvió de catapulta para que los miembros de la familia Peral tuvieran una presencia más abundante en el concejo en los puestos de Diputado de Común o Síndico Personero, como demuestra la gran presencia en dichos puestos en los momento de ascensión del señor Encina."
- "Se sabe que sus hijos seguían manteniendo la propiedad de ese oficio en 1817, tras la petición del rey Fernando VII de que se declarasen los oficios enajenados de la Corona, pero no tenemos constancia de que sus herederos hicieran uso de ellos en las Salas Capitulares[4]."

### Guerra de Independencia española
En "La defensa de la provincia de Albacete durante la Guerra de la Independencia", escrito por Matilde Morcillo Rosillo y en "Aproximación Histórica a la Guerra de la Independencia en Albacete", escrito por Pedro Luis Díaz Ruiz, se recoge que participó en la defensa de Albacete, siendo miembro de la Junta de la villa:
- "En nuestra ciudad también se crearía una de las mencionadas Juntas, estando compuesta por las siguientes personalidades:D. Pantaleón Montesinos (Corregidor de la villa de Albacete y su jurisdicción), Sr. Bartolomé de Zafra (Prior), Sr. Francisco Puigcerver (Guardián), Sr. Francisco Montejano (Pro-guardián), José de Alfaro, José de Zamora, Francisco Diego Espinosa, Juan Thomas Agnar, Julián José Encina, Antonio Moreno Ponce."
- "En la villa de Albacete, estando en las salas capitulares, los señores D. Pantaleón Montesinos, corregidor de la villa y jurisdicción, D. José de Zamora Fernández, D. Juan Tomás, D. Juan Francisco Diego Espinosa, D. Julián José Encina, regidores perpetuos de su Ayuntamiento... habiendo visto las diligencias de alistamiento para la formación de las milicias urbanas en esta villa y su término y en la que no aparece nota alguna de excusa en los alistados, cuyo número es suficiente para la formación de cuatro compañías de infantería y una de caballería, para los fines que se propone la Real Orden que lo motiva, acordaron proceder a la propuesta o nombramiento de comandantes, oficiales, sargentos y cabos, teniendo presente la altitud, despejo y desocupación en las presentes circunstancias, y de una conformidad lo hicieron en el modo siguiente..."

Dos de sus hijos participaron también en la defensa de Albacete, primero su hijo José María Encina del Peral nombrado Capitán y después Juan Tomás Encina del Peral Subteniente de infantería:
- "Por todo ello, la Junta de Albacete, el 12 de junio de 1808, solicitaba a la Junta de Murcia licencia para formar un regimiento para su justa defensa. Se sabe que los ejércitos franceses partieron de Madrid para sofocar los principales núcleos de resistencia y el general Moncey saqueó Cuenca y Albacete, pero no pudo entrar en Valencia."
- "Todos los nombramientos de jefes y oficiales debían recaer sobre personas del pueblo de Albacete pertenecientes a familias conocidas, siempre y cuando contasen con méritos y servicios prestados a su pueblo."
- "Poco después, la Junta de Albacete, en uso de sus facultades, hacía los siguientes nombramientos: Capitanes Lino Montesinos, Plácido Royán, Julián Zamora, José Mª. de la Encina, Francisco de la Bastida. Tenientes capitanes Laureano Carcelén, Modesto de la Mota, José Milla, Ramón Moreno, Vicente Guarmelio, Subtenientes Rosendo Sotos, Romualdo de Vera, Lino Montesinos, Plácido Royán y Modesto de la Mota."
- "Capitanes de las cuatro compañías de infantería D. José Zamora: D. Francisco Diego Espinosa, D. Manuel Carrasco, D. Manuel de Agraz. Tenientes de infantería: D. Pedro Varea, D. Juan Antonio de la Bastida, D. Julián Alfaro, D. Diego Moya. Subtenientes de infantería: D. Antonio Moreno Ponce, D. Francisco Javier de Vera, D. Lino Montesinos, D. Juan Tomás Encina. Ayudantes: D. Diego Vázquez. Sargentos primeros: D. Joaquín de Arcos, D. Lucas Bachín, D. Antonio José Fernández, D. Josef Mille Menor. Sargentos segundos de infantería: D. Pascual Santos Cuesta, D. Josef López Genil, D. Josef de Torres, D. Lucas Montesinos. Cabos primeros: D. Gaspar de la Serna, D. Juan Luisa, D. Antonio Galindo, D. Vicente Suárez. Cabos segundos: D. Juan Sánchez Bagueta, D. Juan Carrasco, D. Benito Machuca, D. Alfonso Cañizares. Compañía de caballería: D. José de Alfaro, capitán; D. Alonso Montoya, teniente; D. Alonso Bustamante, subteniente; D. Francisco Parras, sargento 1.º; D. Juan Ramón, sargento 2.º; D. Antonio Belmonte, cabo 1.º; D. Antonio Santos Cuesta Menor, cabo 2.º."

### Familia
Nació el 9 de enero de 1747 en la villa Albacete. Hijo del maestro cirujano Juan de la Encina (Lenzina, La Encina o del Enzina) Arias y de Cathalina Josepha Ysidora Martínez Quiñones, ambos naturales de la villa Albacete. Fue bautizado en la iglesia de San Juan Bautista (Albacete) el 15 de enero de 1747, siendo sus padrinos el matrimonio formado por Manuel Franco Alzamora y Ana Pérez.
Nieto de Sebastián de la Encina Sotelo y Marina Josepha García de Arias Pastora; y del escribano José Lucas Martínez Alfaro e Ysidora Rodríguez de Quiñones oriunda del Campo de Criptana (Ciudad Real) y el resto naturales de Albacete.
Se casó en la iglesia de San Juan Bautista (Albacete) el 8 de octubre de 1777 con María Jacinta Roca del Peral Díaz, oriunda de Albacete, hija del escribano Martín del Peral y Onate, natural de Albacete y María Josepha Díaz y Faxardo, natural de Manzanares (Ciudad Real). Tuvieron al menos nueve hijos, Juan Joseph Thomas, María Josepha Ruperta, Demetria María, Juana Josepha, Catalina Josepha, Joseph María, María Josepha, Francisco Antonio y María Josefa de la Trinidad Encina del Peral.
Falleció en 1817 en la villa de Albacete.
Entre sus descendientes se encuentran personajes tales como los médicos: Cristóbal Jiménez Encina y Luis Encina Candebat, alcalde de Málaga; los juristas: José Encina Candebat, los hermanos Francisco, Juan, Luis y José Ponce de León y Encina, José Luis Ponce de León y Belloso, Luis Díez-Picazo y Ponce de León y Vicente Calatayud y Ponce de León. Igualmente, el pintor Alfonso Ponce de León Cabello, su hermano el Ingeniero de Caminos, Canales y Puertos, Luis Ponce de León Cabello alcalde y gobernador de Pontevedra, José María Calabuig y Ponce de León, décimo marqués de Lara y el compositor Cristóbal Halffter, entre otros.